# Йер (Вар)
Йер (фр. Hyères) — коммуна на юго-востоке Франции в регионе Прованс — Альпы — Лазурный берег, департамент Вар, округ Тулон, кантон Йер (до 2015 года кантон Ла-Кро).
Площадь коммуны — 132,28 км², население — 55 007 человек (2006) с тенденцией к росту: 55 402 человека (2012), плотность населения — 419,0 чел/км².

## История
Йер — самый первый и южный курорт Французской Ривьеры, в департаменте Вар, восточнее Тулона. За обилие пальмовых насаждений новые кварталы Йера, удалённые от моря на 5 км, называют Hyères-les-Palmiers (Йер-ле-Пальмье). В дореволюционной русской литературе город именовался Гиер. Об островах в бухте см. статью Йерские острова.
Возник в античности как греческая колония Ольбия. До 1481 года входил в графство Прованс. О том, что когда-то это был значительный порт, свидетельствует тот факт, что именно здесь причалил к французскому берегу по возвращении из крестового похода святой Людовик. Во время Второй мировой войны Йер оказался в центре Южно-французской операции.
В XVIII веке Йер благодаря естественной защите от мистраля стал фешенебельным курортом. Для описания местных песчаных пляжей и верениц прибрежных островов аристократия впервые стала использовать термин «Лазурный Берег». Помимо французских королей, на лето в Йер приезжали английский принц-регент и королева Виктория. Два года здесь прожил Роберт Луис Стивенсон. 20 сентября 1860 года в городе скончался старший брат Льва Толстого — Николай Николаевич Толстой. Последние годы жизни провёл в доме престарелых в Йер-ле-Пальмье поэт Георгий Иванов, умерший здесь в августе 1958 года.

## Население
Население коммуны в 2011 году составляло — 54 527 человек, а в 2012 году — 55 402 человека.
| 1962  | 1968  | 1975  | 1982  | 1990  | 1999  | 2006  | 2011  | 2012  |
| ----- | ----- | ----- | ----- | ----- | ----- | ----- | ----- | ----- |
| 28505 | 34875 | 36123 | 38999 | 48043 | 51417 | 55007 | 54527 | 55402 |

Динамика населения:

## Экономика
В 2010 году из 33 319 человек трудоспособного возраста (от 15 до 64 лет) 23 666 были экономически активными, 9 653 — неактивными (показатель активности 71,0 %, в 1999 году — 67,7 %). Из 23 666 активных трудоспособных жителей работали 20 476 человек (10 824 мужчины и 9 652 женщины), 3 190 числились безработными (1 491 мужчина и 1 699 женщин). Среди 9 653 трудоспособных неактивных граждан 2 888 были учениками либо студентами, 3 349 — пенсионерами, а ещё 3 416 — были неактивны в силу других причин.
На протяжении 2010 года в коммуне числилось 26 258 облагаемых налогом домохозяйств, в которых проживало 55 030,5 человек. При этом медиана доходов составила 19 тысяч 113 евро на одного налогоплательщика.

## Города-побратимы
- Ротвайль, Германия (1980).

## Достопримечательности
|                              |  |                                  |  |                  |
| Руины средневековой крепости |  | Центр города с Башней тамплиеров |  | На улицах города |

## Персоналии
- Гильон, Элоди (р. 1990) — французская регбистка.
- Гимар, Поль (1921—2004) — французский прозаик.